# Chefinspekteur der Zollverwaltung der Deutschen Demokratischen Republik
Der Chefinspekteur der Zollverwaltung der Deutschen Demokratischen Republik war der höchste Dienstgrad der Zollverwaltung und entsprach bis zum 29. Juni 1987 dem Dienstgrad eines Generalmajors der Nationalen Volksarmee bzw. der Deutschen Volkspolizei. Ab dem 30. Juni 1987 wurde mittels Durchführungsanweisung dieser Dienstgrad zum Äquivalent eines Generalleutnants der NVA bzw. DVP aufgewertet und der neu geschaffene Dienstgrad des Hauptinspekteurs nahm den früheren Platz des Chefinspekteurs ein.
Diesen Dienstgrad hatte bis 1962 Anton Ruh und seit 1963 der Leiter der Zollverwaltung der DDR, Gerhard Stauch inne; nach dessen Verabschiedung in den Ruhestand am 15. Januar 1990 Günther Arndt.

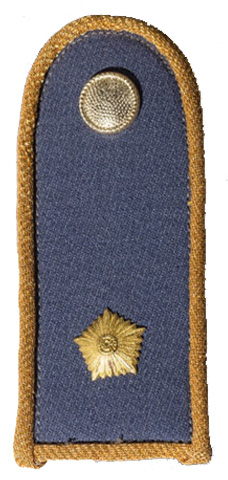
Schulterstück eines Chefinspekteurs (bis Juni 1987) bzw. Hauptinspekteurs (ab Juli 1987)
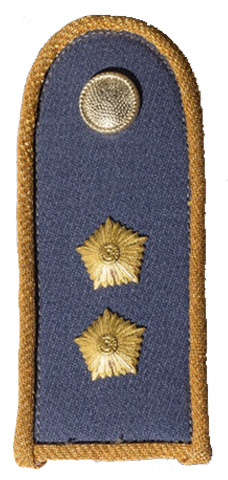
Schulterstück eines Chefinspekteurs (ab Juli 1987)
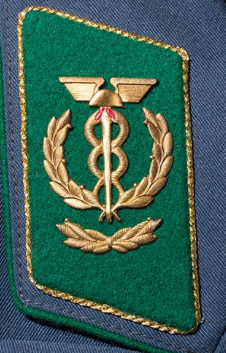
Kragenspiegel der Haupt- und Chefinspekteure